# Адрас

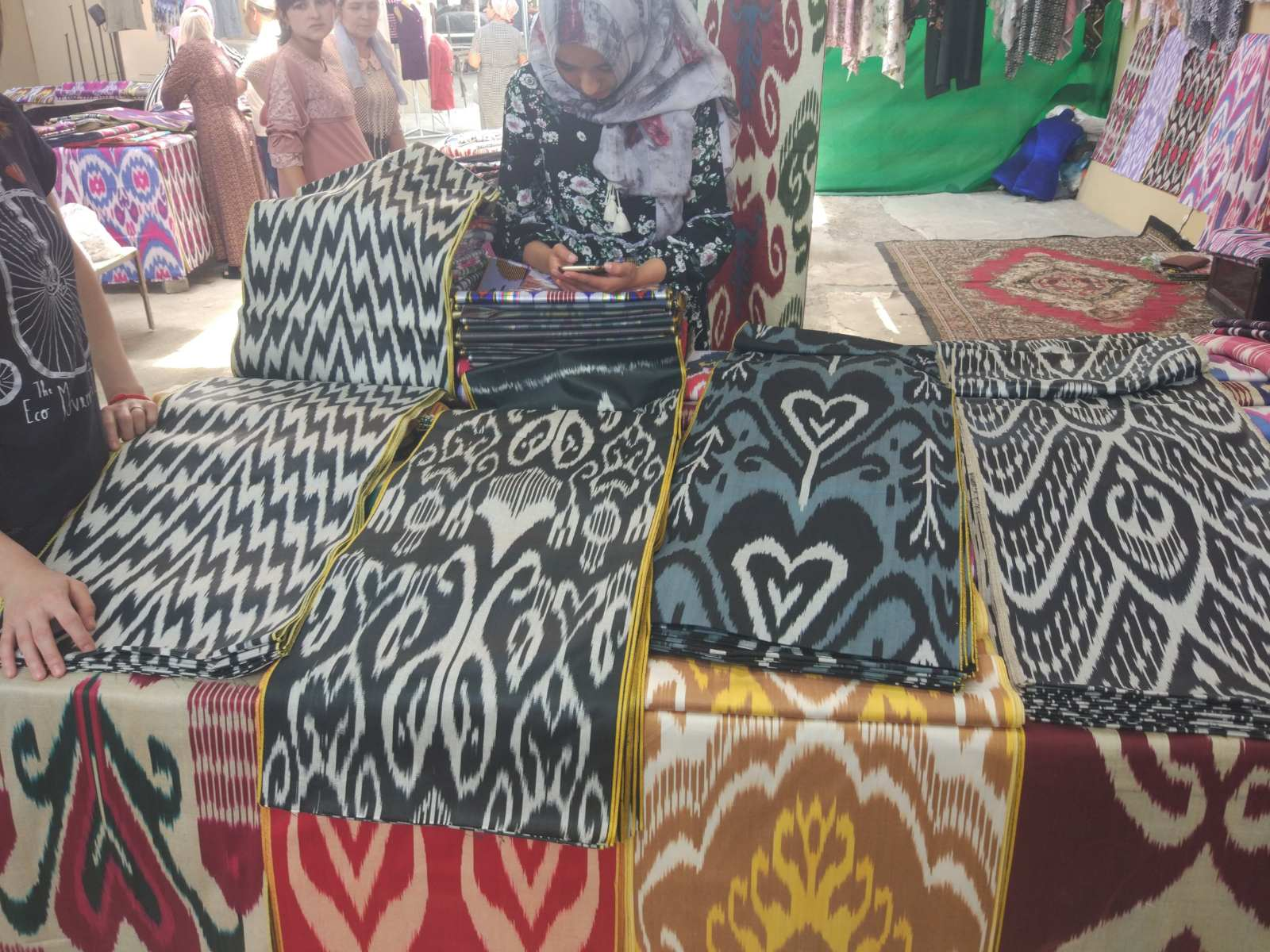
Витрина с адрасом в Узбекистане

Адрас (узб. Adras) — натуральная абровая ткань ручной выделки, которая на 50 процентов состоит из волокон шелка и на 50 — хлопка. Традиционный адрас ткут в Узбекистане и Таджикистане. В Узбекистане эту ткань ещё называют «podshohi» (королевская), что указывало на его необыкновенную ценность, связанную с трудоемким и дорогим процессом изготовления, а также с богатым и изысканным внешним видом. Адрас отличается прочностью, насыщенным цветом и возможностью использовать его в течение длительного времени без потери свойств.
Практика Маргиланского центра ремесленничества по изготовлению атласа и адраса традиционным способом включена в 2017 году «Список шедевров устного и нематериального культурного наследия человечества».

## Описание
Адрас более мягкий, чем стопроцентный шелк, поэтому его часто используют для пошива одежды, аксессуаров, постельного белья и домашнего текстиля. Чаще всего ткань украшают узбекским орнаментом, который с давних времен является национальным достоянием и частью культуры региона. Для окрашивания волокон ткани умельцы используют натуральные семена растений. Например, узбекский орнамент состоит из насыщенных, благородных и естественных оттенков.
Адрас изготавливается вручную, ширина колеблется от 32 до 55 см, так как большую ширину невозможно установить на ткацких станках. В Бухаре ткань имеет свой гисарский, абровый орнамент с рисунком «доирагул, кузагул» — кувшинчик. Узор адраса расположен в три ряда продольно. Основные цвета узоров красный и жёлтый на белом фоне. Овальнообразные рисунки заполнены фиолетовыми, жёлтыми и синими линиями. В центре бордово-красных кувшинок располагаются желтые овалы.

## История
В Средней Азии (Бухара, Самарканд, Худжанд, Наманган, Маргилан) производство шелковых и полушелковых тканей достигло особого развития в XIX — начале XX века. В современной истории в Таджикистане проходит фестиваль адраса и атласа. В Узбекистане каждые два года в Бухаре проходит фестиваль «Шёлк и специи», где представлен также и адрас.